# جمعية الحرس الوطني
الجمعية الرياضية للحرس الوطني نادي كرة قدم موريتاني، يمثل مدينة نواكشوط وينشط في الدوري الموريتاني الممتاز.

## بطولات الفريق
- الدوري الموريتاني الممتاز

البطل (7) : 1976, 1977, 1978, 1979, 1984, 1994, 1998
- كأس رئيس الجمهورية

البطل (4) : 1981, 1986, 1989, 2001